# Cleome dendroidea
Cleome dendroidea là một loài thực vật có hoa trong họ Màng màng. Loài này được Schult. & Schult.f. mô tả khoa học đầu tiên năm 1829.